# رائول گوتیرس
رائول گوتیرس (اسپانیایی: Raúl Gutiérrez‎؛ زادهٔ ۱۶ اکتبر ۱۹۶۶) بازیکن سابق و مربی فوتبال اهل مکزیک است.
از باشگاه‌هایی که در آن بازی کرده‌است می‌توان به باشگاه فوتبال آمریکا و باشگاه فوتبال لئون اشاره کرد.
وی همچنین در تیم ملی فوتبال مکزیک بازی کرده‌است.